# 杜从则
杜从则（?—?），唐朝官员，出自京兆杜氏，杜如晦叔父杜淹的孙子，杜敬同的儿子，唐朝后期宰相杜元颖、杜審權、杜讓能的祖先。
《旧唐书·杜淹传》记载杜从则在唐中宗时官至蒲州（今山西省永济市）刺史，《新唐书宰相世系表》和《元和姓纂·卷六》记载他担任工部侍郎。

## 子孙
- 杜自遠
  - 杜繁
  - 杜佐，大理正
    - 杜元穎，唐穆宗宰相
      - 杜審禮，京兆少尹
      - 杜敏求，字千之
      - 杜延雍，字道光

    - 杜元絳，太子賓客
      - 杜審權，字殷衡，唐宣宗、唐懿宗宰相
        - 杜讓能，字群懿，唐昭宗宰相
          - 杜光乂，字啟之
          - 杜曉，字明遠，膳部郎中、翰林學士，后梁宰相

        - 杜彥林，字寧臣，中書舍人
          - 杜用礪，字巖臣。

        - 杜弘徽，字範華，吏部尚書

  - 杜蔚，字日彰
- 杜昌遠
  - 杜倚，左衛將軍
- 杜志遠
  - 杜俾，易州刺史
  - 杜儋